# Truffade
La truffade est un plat originaire d'Auvergne et plus précisément des monts du Cantal. Ce plat à base de pommes de terre, ail et tome fraîche (fromage non affiné) de Cantal, est servi avec une salade verte d'hiver. Il est souvent accompagné d'un jambon fermier. 
La truffade est servie chaude directement du point de cuisson à la table de dîner ou de souper dans la casserole ayant servi à son élaboration.

## Étymologie
« Truffade » est une graphie francisée du vocable occitan trufada [tʀyfɑdɔ]. La racine du terme est trufa ou trufla ou encore trufét qui donne en français truffe, signifiant « pomme de terre », « patate » en occitan auvergnat. Quand les espagnols introduisirent les premières pommes de terre en Italie, au XVIe siècle, les dialectes du nord de l'Italie proches de la langue d'oc choisirent également les noms proches de taratoufli ou tartufoli (« petites truffes », diminutifs de « tartufo », « truffe »), en raison de leur ressemblance avec la truffe blanche.
Le terme intègre le dictionnaire Le Petit Robert en 2022 et suscite une controverse sur ses ingrédients.

## Préparation
Les pommes de terre sont coupées en rondelles et rissolées dans une cocotte en fonte ou une grande poêle, dans laquelle on a préalablement fait fondre du lard blanc. On assaisonne avec du sel et du poivre. Lorsque les pommes de terre sont cuites, on coupe le feu, on ajoute de l'ail finement haché et le fromage coupé en lamelles ou en dés, que l'on laisse fondre au contact des pommes de terre chaudes. Puis on remue le plat cinq minutes, on transvase le tout dans un plat préalablement chauffé et on consomme la préparation accompagnée de salaisons fermières locales et de salade verte. 

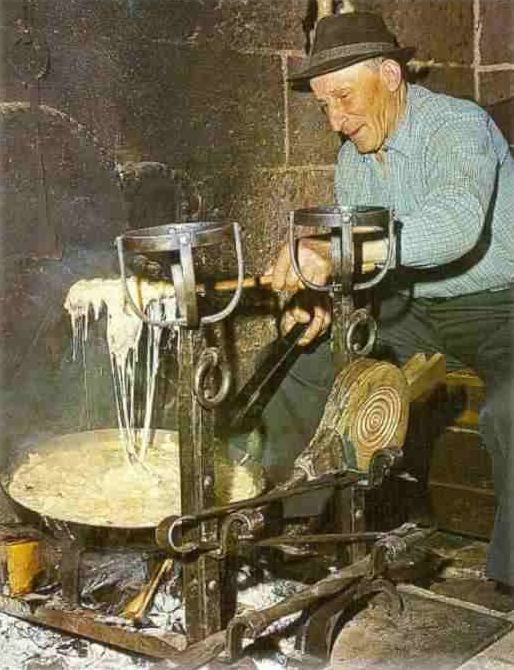
On remue énergiquement jusqu'à ce que le fromage « fasse le fil ».
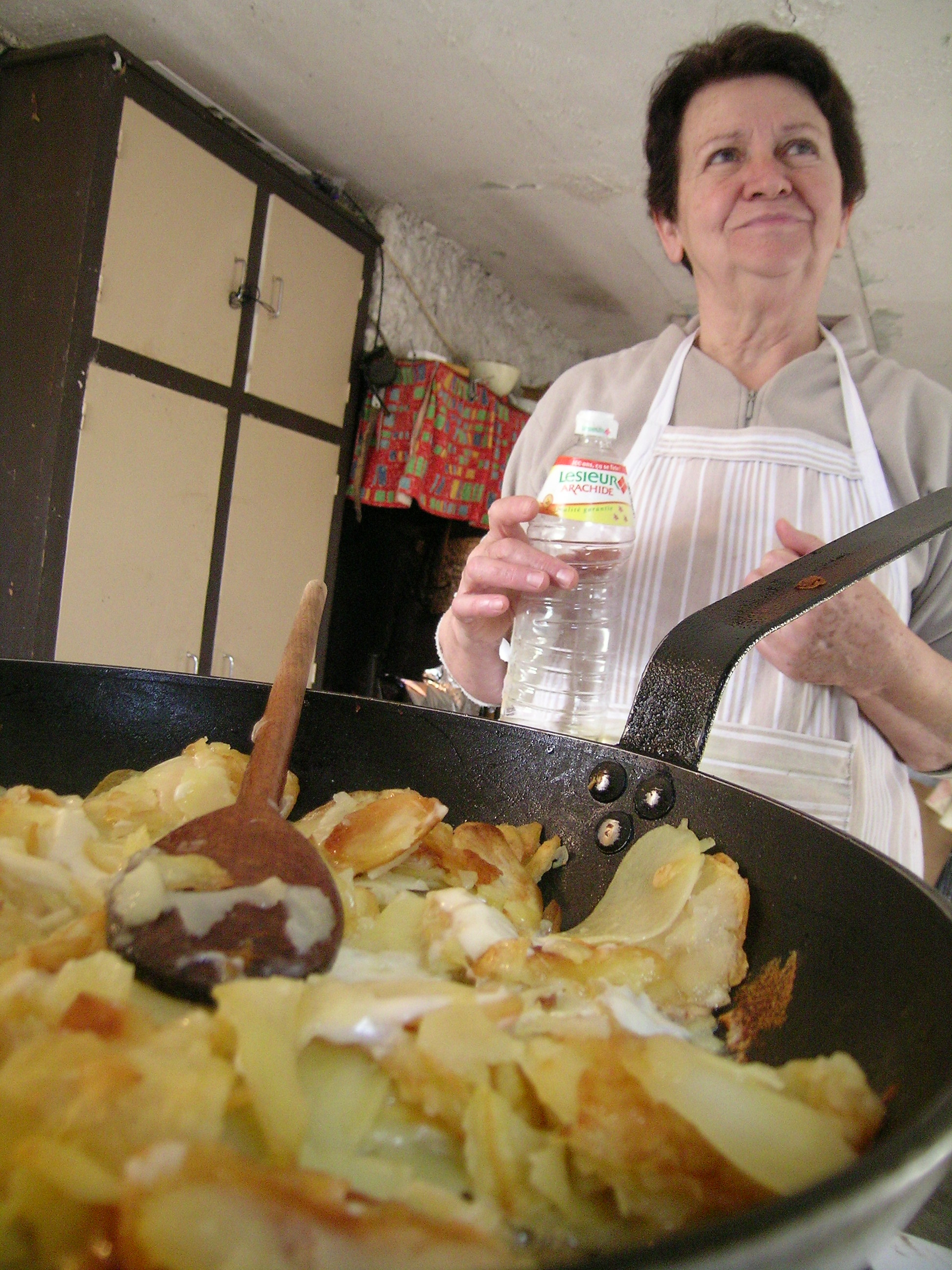
Truffade traditionnelle.

## Variantes de la recette
En 2017, de multiples lieux ou d'innombrables manières de préparer des plats en s'inspirant de la truffade peuvent se rencontrer : certains ajoutent de la ventrèche grillée, de la crème fraîche pour atténuer une saveur, jugée par eux, trop forte ou encore des oignons. D'autres fromages peuvent être mis à contribution. Dans l'Aubrac, on prépare un plat similaire avec de la tome de laguiole (retortillat). Certains choisiront aussi de remplacer la tomme par de la fourme[Laquelle ?].
Dans toutes ces façons, on retrouve trois ingrédients essentiels : les pommes de terre, la tomme et l'ail. Ce sont les trois ingrédients qui suffisent à préparer la truffade originelle (plus le sel et le poivre).

## Origines du plat
Les bergers du Cantal travaillant l'été dans les burons se nourrissaient, entre autres, de pommes de terre, faciles à conserver, un féculent dont la culture se répand partout en France au cours du XIXe siècle. Il ne fallut probablement pas longtemps avant que l'un d'entre eux eût l'idée de les accompagner de la tomme des fromages qu'ils fabriquaient.